# Montigny-Lengrain
Montigny-Lengrain és un municipi francès situat al departament de l'Aisne i a la regió dels Alts de França. L'any 2007 tenia 660 habitants.

## Demografia

### Població
El 2007 la població de fet de Montigny-Lengrain era de 660 persones. Hi havia 248 famílies de les quals 44 eren unipersonals (32 homes vivint sols i 12 dones vivint soles), 88 parelles sense fills, 96 parelles amb fills i 20 famílies monoparentals amb fills.
La població ha evolucionat segons el següent gràfic:
Habitants censats

### Habitatges
El 2007 hi havia 309 habitatges, 250 eren l'habitatge principal de la família, 33 eren segones residències i 26 estaven desocupats. 289 eren cases i 16 eren apartaments. Dels 250 habitatges principals, 191 estaven ocupats pels seus propietaris, 53 estaven llogats i ocupats pels llogaters i 6 estaven cedits a títol gratuït; 7 tenien una cambra, 4 en tenien dues, 35 en tenien tres, 71 en tenien quatre i 133 en tenien cinc o més. 180 habitatges disposaven pel capbaix d'una plaça de pàrquing. A 98 habitatges hi havia un automòbil i a 132 n'hi havia dos o més.

### Piràmide de població
La piràmide de població per edats i sexe el 2009 era:
| Homes | Edats   | Dones |
| ----- | ------- | ----- |
| 0     | 95 o +  | 0     |
| 4     | 90 a 94 | 0     |
| 0     | 85 a 89 | 8     |
| 0     | 80 a 84 | 4     |
| 0     | 75 a 79 | 4     |
| 24    | 70 a 74 | 16    |
| 12    | 65 a 69 | 8     |
| 4     | 60 a 64 | 12    |
| 8     | 55 a 59 | 0     |
| 20    | 50 a 54 | 12    |
| 32    | 45 a 49 | 32    |
| 40    | 40 a 44 | 24    |
| 28    | 35 a 39 | 40    |
| 32    | 30 a 34 | 20    |
| 8     | 25 a 29 | 12    |
| 0     | 20 a 24 | 8     |
| 28    | 15 a 19 | 24    |
| 56    | 10 a 14 | 24    |
| 20    | 5 a 9   | 24    |
| 8     | 0 a 4   | 12    |

## Economia
El 2007 la població en edat de treballar era de 458 persones, 338 eren actives i 120 eren inactives. De les 338 persones actives 297 estaven ocupades (174 homes i 123 dones) i 41 estaven aturades (14 homes i 27 dones). De les 120 persones inactives 36 estaven jubilades, 39 estaven estudiant i 45 estaven classificades com a «altres inactius».

### Ingressos
El 2009 a Montigny-Lengrain hi havia 254 unitats fiscals que integraven 676 persones, la mediana anual d'ingressos fiscals per persona era de 17.500 €.

### Activitats econòmiques
Dels 28 establiments que hi havia el 2007, 3 eren d'empreses alimentàries, 1 d'una empresa de fabricació d'altres productes industrials, 7 d'empreses de construcció, 9 d'empreses de comerç i reparació d'automòbils, 1 d'una empresa de transport, 1 d'una empresa d'hostatgeria i restauració, 2 d'empreses immobiliàries, 3 d'empreses de serveis i 1 d'una empresa classificada com a «altres activitats de serveis».
Dels 6 establiments de servei als particulars que hi havia el 2009, 1 era un taller de reparació d'automòbils i de material agrícola, 2 paletes, 1 guixaire pintor, 1 lampisteria i 1 restaurant.
Dels 2 establiments comercials que hi havia el 2009, 1 era una botiga d'electrodomèstics i 1 una botiga de mobles.
L'any 2000 a Montigny-Lengrain hi havia 6 explotacions agrícoles.

## Equipaments sanitaris i escolars
El 2009 hi havia una escola elemental integrada dins d'un grup escolar amb les comunes properes formant una escola dispersa.

## Poblacions més properes
El següent diagrama mostra les poblacions més properes.